# Еміліо Морнатті
Еміліо Морнатті (ісп. Emilio Morenatti; нар. 1969, Сарагоса, Іспанія) — іспанський фотожурналіст, лауреат Пулітцерівської премії, працює в Associated Press з березня 2004 року.
Одна з його фотографій була обрана журналом Time серед 100 найкращих фотографій 2022 року.

## Життєпис
Моренетті народився 1969 року в Сарагосі, Іспанія, де його батько служив у поліції, і виріс у Херес-де-ла-Фронтера.
Під час роботи в місті Газа в 2006 році його викрали і утримували 15 годин, але відпустили неушкодженим. У серпні 2009 року він втратив ногу, коли придорожній саморобний вибуховий пристрій вибухнув біля автомобіля, в якому він їхав, перебуваючи в складі американських військових сил в Кандагарі, Афганістан.
У 2009 році був визнаний фотографом року в газеті за версією Pictures of the Year International. Того ж року отримав золоту медаль National Headliner Award. 2010 року був визнаний фотографом року за версією Національної асоціації фотографів преси. У 2013 році він виграв «Contemporary Issues, 3rd prize singles» у конкурсі World Press Photo awards. Він отримав премію Ортеги-і-Гассета за графічну журналістику, також у 2013 році, і Пулітцерівську премію 2021 року «за пронизливу серію фотографій, яка занурює глядачів у життя людей похилого віку в Іспанії, що борються під час пандемії COVID-19».
З лютого 2022 року перебував у Києві, висвітлюючи повномасштабне російське вторгнення в Україну.